# Triploid
Triploid – rodzaj poliploidu, organizm lub komórka zawierająca trzy zestawy chromosomów właściwych dla danego gatunku. Triploidia nie jest dziedziczona płciowo, gdyż tylko parzyste poliploidy są płodne. W czasie podziału mejotycznego nieparzysta liczba chromosomów nie może się podzielić po równo i dlatego gamety są niepełnowartościowe. Triploidalne jest wiele odmian uprawnych np. odmiana jabłoni „Boskoop” lub triploidalne są komórki bielma wtórnego powstające w woreczku zalążkowym roślin okrytonasiennych.